# Perasia navilla
Perasia navilla là một loài bướm đêm trong họ Noctuidae.